# Villar de Fallaves
Villar de Fallaves és un municipi de la província de Zamora a la comunitat autònoma de Castella i Lleó.

## Demografia
| 1991 | 1996 | 2001 | 2004 |
| ---- | ---- | ---- | ---- |
| 124  | 115  | 99   | 96   |